# Chloractis tanaoptera
Chloractis tanaoptera là một loài bướm đêm trong họ Geometridae.